# Université d'État d'imprimerie à Moscou
L’Université d’État de Moscou d’Imprimerie Ivan Fiodorov (MGUP) (Московский государственный университет печати имени Ивана Фёдорова (МГУП) en russe) est la plus grande université du domaine de l’imprimerie et de la publication.

## Histoire
L’Institut polygraphique de Moscou (IPM) est fondée le 21 octobre 1930.
En 1993, l’IPM devient l’Académie d’État de Moscou d’Imprimerie (MGAP) et obtient le statut d’université en 1997.
En 2010, elle est renommée en l’honneur d’Ivan Fiodorov.

## Anciens étudiants
- Julia Dolgorukova - peintre russe ;
- Andris Kolbergs - auteur letton de roman policier ;
- Maxime Karlovitch Kantor – peintre et écrivain russe ;
- Victoria Lomasko - artiste graphique russe ;
- Vassili Andreïevitch Ponikarov – peintre soviétique et ukrainien ;
- Boris Vladimirovitch Stomakhine – journaliste et homme politique russe ;
- Victor Alexandrovitch Tchijikov – auteur et illustrateur russe, créateur de la mascotte des Jeux olympiques de Moscou 1980.